# Rudolf Fränkel
Rudolf Frankel, né le 14 juin 1901 à Neisse, en Haute-Silésie, et mort le 23 avril 1974 à Cincinnati, est un architecte allemand et professeur d'université.

## Biographie

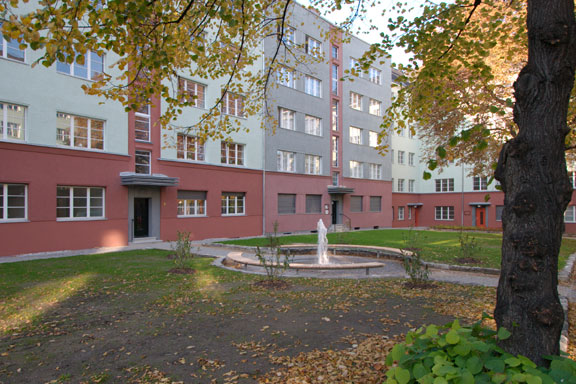
Jardins de la ville-jardin de l'Atlantique (Gartenstadt Atlantic) à Berlin, 1920.

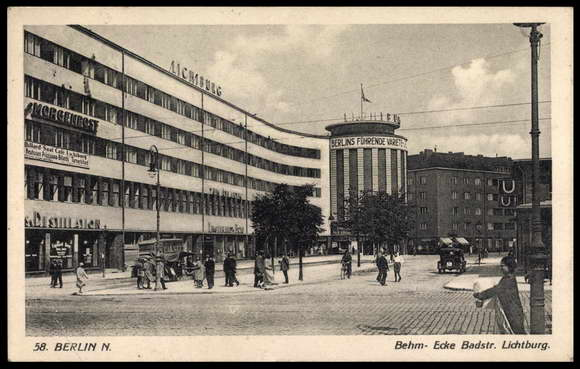
Lichtburg, carte postale de 1931.

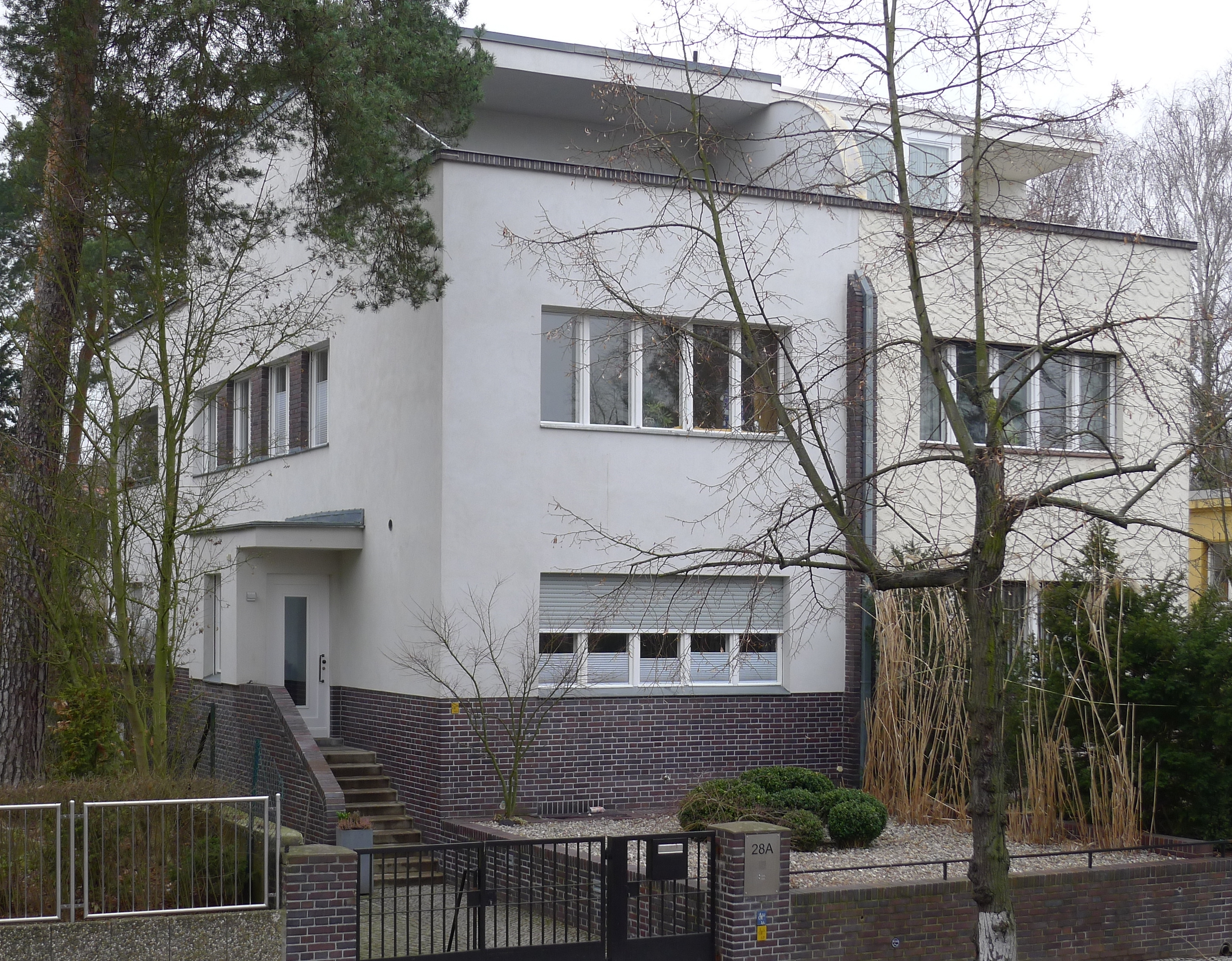
Maison jumelée à Berlin-Dahlem.

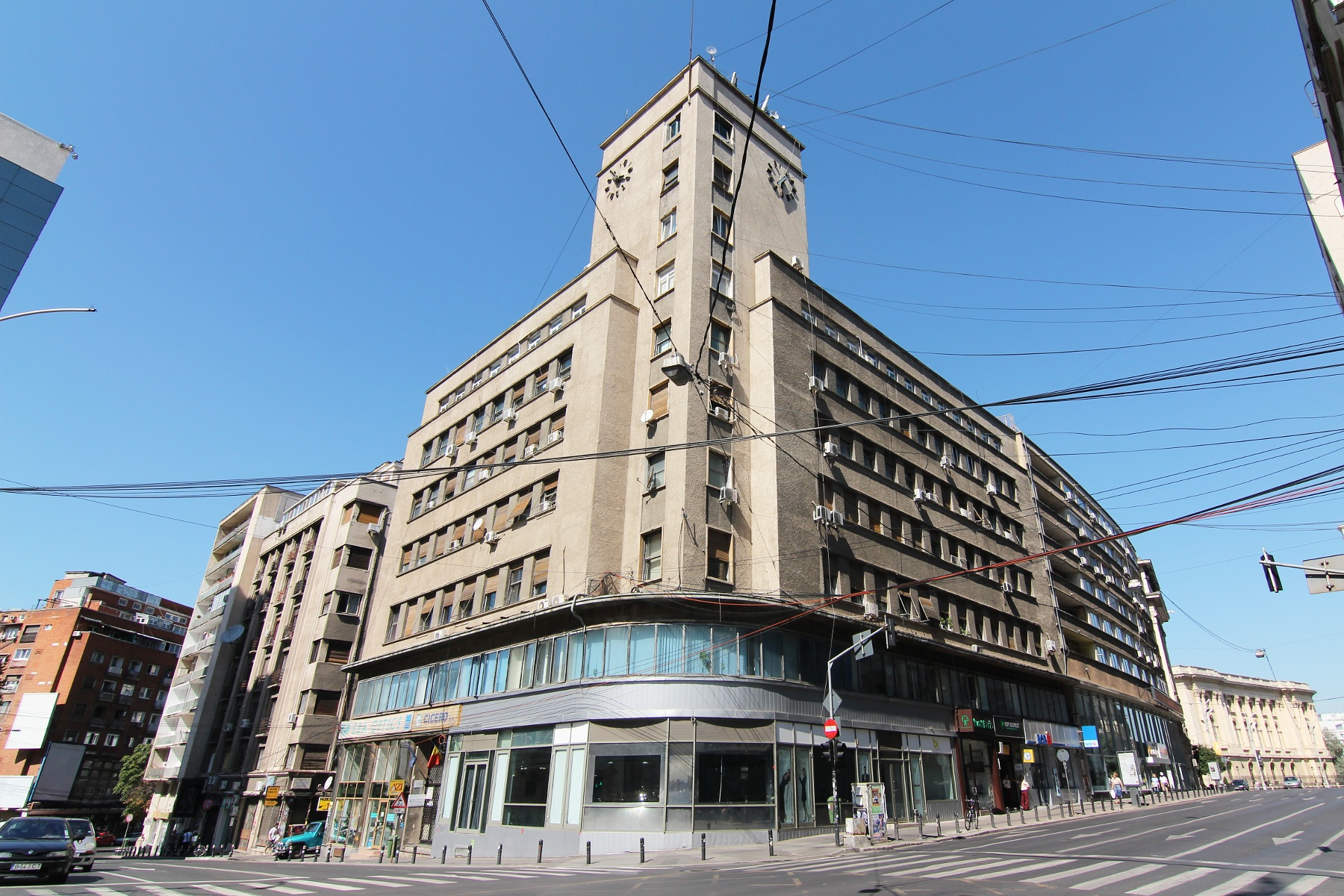
Construction de lAdriatica Asigurarea à Bucarest.

Il est le fils de l'architecte Louis Fränkel et de sa femme Ida, une famille juive de la classe moyenne. Il étudie de 1918 à 1922 à l'Université technique de Berlin. En 1921, il épouse Eva Tarrasch, fille d'un médecin. De 1922 à 1924, il travaille à Munich avec Richard Riemerschmid. En 1924, il ouvre sa propre agence à Berlin. Sa première grande commande est le Gartenstadt Atlantic à la gare de Berlin Gesundbrunnen, un ensemble aujourd'hui classé monument historique. Il conçoit d'autres immeubles résidentiels, complexes résidentiels et lieux de divertissement à Berlin et dans les environs. En 1925, il devient membre de l'Association des architectes allemands. Le Lichtburg, qui achève son plan d'aménagement de la cité-jardin Atlantic, est l'un des premiers cinémas sonores ; il comprend un hôtel, des restaurants et des salles de danse.
Les conceptions et les bâtiments de Fränkel sont très tôt reconnus comme des modèles d'avant-garde et publiés dans d'importantes revues d'architecture contemporaine telles que Jahreshefte für Baukunst de Wasmuth, Bauwelt ou Das Schöne Heim. Ses bâtiments d'agrément métropolitains se caractérisent par une architecture lumineuse significative.
Avec la prise du pouvoir par les nazis et la persécution des juifs et des artistes d'avant-garde qui débute à la même époque, Fränkel émigre à Bucarest à l'été 1933 où il conçoit également un cinéma, la « Scala », ainsi que d'autres immeubles résidentiels et immeubles d'habitation, avant de déménager à Londres en 1937. Il y crée des bâtiments industriels et résidentiels qui sont aujourd'hui des bâtiments emblématiques du « modernisme continental » en Grande-Bretagne.
En 1950, Frankel est nommé au département d'architecture de l'Université Miami dans l'Ohio, où il lance en 1954 l'un des premiers programmes d'urbanisme aux États-Unis. Quand le programme prend fin en 1968, il quitte son poste de professeur. Jusqu'en 1974, il vit à Oxford, dans l'Ohio ; sa succession est léguée au Centre canadien d'architecture de Montréal.

## Ouvrages
- 1924–1928 : Gartenstadt Atlantic à Berlin-Gesundbrunnen, Behmstrasse, Bellermannstrasse, Spanheimstrasse[1]
- 1926 : lotissement Emser Straße 14-17a à Berlin-Wilmersdorf
- 1926–1928 : Immeuble résidentiel Levy à Bad Saarow, Silberberger Straße 29a [2],[3]
- 1927 : Complexe résidentiel Honig à Berlin-Gesundbrunnen, Bellermannstraße 72-78
- 1927-1929 : Cinéma Lichtburg à Berlin-Gesundbrunnen
- 1927–1930 : Maisons unifamiliales et bifamiliales dans la cité-jardin de Frohnau à Berlin-Frohnau, Am Pilz, Schönfliesser Straße
- 1928 : Pont de la Ruhr à Schwerte-Westhofen (détruit)
- 1929 : Maison bifamiliale à Berlin-Dahlem, Warnemünder Straße 28a/b
- 1930 : Immeuble à Berlin-Halensee, Grieser Platz
- 1930-1931 : Restaurant „Leuchtturm“ ("Le Phare") à Berlin-Mitte, Friedrichstraße 138
- 1930-1932 : Développement résidentiel au parc municipal de Schöneberg à Berlin-Schoeneberg
- 1931–1932 : Immeuble résidentiel Stern à Schmolz près de Breslau [4]
- 1932-1933 : Transformation du théâtre Albert Schumann de Francfort-sur-le-Main (détruit en 1944, ruine démolie en 1960)
- 1933-1934: Immeuble Pop à Bucarest, Caragiale 9
- 1933–1935: Construction de la zone Adriatica Asigura à Bucarest
- 1934-1936 : construction d'une usine de tissage de soie près de Bucarest
- 1935-1936 : Teatrul de Comedie (Théâtre Comédie) à Bucarest
- 1935-1937 : Immeuble « Malaxa » à Bucarest
- 1935-1937 : Cinéma « Scala » à Bucarest
- 1936-1937 : Villa Flavian à Bucarest, Serg Gheorghe Militaru
- 1937-1938 : Maison Rachwalsky, Home County
- 1946-1947 : Construction de l'usine Suflex Ltd
- 1946–1948 : Construction de l'usine de vêtements Sotex Ltd.